# THE LEGEND (大江千里のアルバム)
『THE LEGEND』（ザ・レジェンド）は、大江千里の5枚目のベスト・アルバム。2003年1月1日にEPIC RECORDSよりリリース。

## 解説
エピックレコードジャパン創立25周年を記念し、1980年代当時に所属していたアーティスト11組のベストアルバムの1つとしてリリース。収録曲は1983年から1992年に発売された楽曲が選曲されている。全曲デジタルリマスター。特製パッケージ仕様。完全生産限定盤。

## 収録曲
全曲作詞・作曲：大江千里
1. ワラビーぬぎすてて
2. BOYS & GIRLS
3. REAL
4. 十人十色
5. JANUARY
6. きみと生きたい
7. 塩屋
8. エールをおくろう
9. YOU
10. TORCH
11. GLORY DAYS
12. サヴォタージュ (Remix Version)
13. WE ARE TRAVELLIN' BAND
14. これから
15. 格好悪いふられ方
16. ありがとう

### SonyMusic
- The LEGEND  –  ディスコグラフィ